# Montiron
Montiron é uma comuna francesa na região administrativa de Occitânia, no departamento de Gers. Estende-se por uma área de 10,54 km². Em 2010 a comuna tinha 145 habitantes (densidade: 13,8 hab./km²).